# نبات (فیلم ۲۰۱۴)
نبات (به ترکی آذربایجانی: Nabat) یک فیلم به کارگردانی الچین موسی‌اوغلو و محصول ۲۰۱۴ کشور جمهوری آذربایجان است. این فیلم نماینده کشور جمهوری آذربایجان در جوایز اسکار ۸۷ام سال ۲۰۱۴ بود اما برای جایزه اسکار بهترین فیلم زبان خارجی نامزد نشد.

## موضوع فیلم
نبات (فاطمه معتمدآریا) در بحبوحه جنگ قره باغ در یک روستای دوردست و کوچک زندگی می‌کند و فقط از طریق فروختن شیر بدست آمده از تنها گاوش امرار معاش می‌کند. با گسترش جنگ، روستای محل زندگی نبات کاملاً متروک می‌شود و او ناچار است به تنهایی در این روستای متروک زندگی کند.

## ساختار فیلم
سکانس شروع فیلم «نبات» که در آن نبات را می‌بینیم که از خانه‌ای بالای تپه سرازیر شده و به دوربین نزدیک می‌شود، خبر از ریتم کند فیلم می‌دهد و مخاطب را به صبر دعوت می‌کند! این صحنه نه در سکوت، بلکه همراه با آواز پرنده‌ای همراه می‌شود. صدایی که کم‌کم با مهاجرت دیگر ساکنان روستا جای خود را به سکوت محض می‌دهد که گه‌گاهی با صدای باد یا صدای زندگی نبات و بعضاً با موسیقی ملایمی می‌شکند. شاید بتوان یکی از نکته‌های موفقیت این فیلم را در همین روند کند آن دانست. این مسئله به کمک بازی نرم معتمدآریا و شخصیت آرام و صبور نبات در کنار تصویربرداری ملایم و به مسئله‌ای بارز در این فیلم بدل شده‌است.